# Новая Вамья
Новая Вамья — деревня в Увинском районе Удмуртии, входит в Булайское сельское поселение. Население 215 человек (2008)

## История
Новая Вамья отмечается в Списках населённых пунктов Удмуртии с 01.01.1939. В разные годы деревня входила в: Лоллезский сельсовет, Нылгинский сельсовет, Родниковский сельсовет, Булайский сельсовет (Справочник по административно-территориальному делению Удмуртии, 1995).

## География
Село находится у р. Ваминка.
Географическое положение
Находится в 33 км к югу от посёлка Ува и в 54 км к западу от Ижевска.
Ближайшие населенные пункты
Расстояния указаны по прямой
- д. Пунем (↘ 2.6 км)
- д. Малый Жужгес (↖ 3.3 км)
- с. Булай (↙ 4.5 км)
- д. Удмуртский Вишур (↖ 5.1 км)
- с. Нылга (↑ 5.1 км)
- д. Лоллез-Жикья (→ 5.4 км)
- поч. Кизварь (→ 5.5 км)
- д. Большой Жужгес (← 5.7 км)
- д. Булгурт (↗ 5.9 км)
- д. Павлово (↙ 6 км)
- д. Русский Лоллез (↘ 6.1 км)
- д. Каменное (↘ 6.1 км)
- д. Родники (↓ 6.8 км)
- д. Удмуртский Лоллез (↘ 6.9 км)
- д. Сухая Видзя (↙ 7.2 км)
- поч. Михайловское (↖ 7.3 км)
- поч. Нагорное (↑ 7.3 км)
- д. Берёзовка (↗ 7.6 км)
- д. Логошур (↑ 8.3 км)
- д. Каравай (→ 8.6 км)

## Население
| 2010 | 2012 |
| ---- | ---- |
| 171  | ↘165 |

## Транспорт
Поселковые (сельские) дороги.